# Muyinga
Muyinga est une ville du nord-est du Burundi, située dans la province du même nom et près de la frontière tanzanienne.

## Geographie
Le dernier recensement officiel, datant de 1990, déclare une population de 5 533 habitants.
Les estimations de population indiquent environ 75 000 habitants en 2019.

## Lieu de culte
- Témoins de Jehovah (TJ)[2].
- À Muyinga se trouve la cathédrale Notre-Dame-de-Fátima, siège du diocèse de Muyinga, créé le 5 septembre 1968.

## Personnalités liées
- Simon Ntamwana, né le 3 juin 1946 à Mukenke, est un prélat burundais, archevêque de Gitega depuis 1997. Il est un temps[Quand ?] recteur du petit séminaire de Muyinga.